# Pierce Butler
Pour les articles homonymes, voir Butler.
Pierce Butler (11 juillet 1744-15 février 1822) est l'un des plus riches hommes d'affaires américains de son temps, grâce à sa carrière de planteur de riz puis de coton, qui l'amena à devenir sénateur de Caroline et l'un des plus farouches opposants aux abolitionnistes.

## Biographie
Il arrive en 1758 dans le Nouveau-Monde comme officier britannique mais vend ses charges un peu avant la guerre d'indépendance et s'installe à Charleston où il épouse Mary Middleton, héritière d'une famille de planteurs de riz. Il rachète la Hampton Point Plantation sur l'île de Saint Simons Island, dans ce qui n'est pas encore la Géorgie
En 1787, il est désigné représentant de la Caroline à la convention constitutionnelle de Philadelphie, où il demande avec insistance une protection contre les évasions d'esclaves dans les documents fondateurs des États-Unis, afin de permettre aux maîtres de réclamer l'extradition en cas d'évasion. Il est élu par deux fois sénateur représentant la Caroline du Sud en 1789-1796 et en 1803-1804. En 1793, il règne sur un empire de 500 esclaves, sur 800 acres de coton et 300 acres de riz, ce qui lui permet d'acheter deux palais à Philadelphie.
Il l'était l'ami proche de Francois-Didier Petit de Villers (1761-1841), l'un des réfugiés français de Saint-Domingue en Amérique, qui devint négociant en coton à Savannah.
Fanny Kemble, la femme de son petit-fils Pierce Mease Butler (1806-1867), est au contraire l'auteur d'un texte que les abolitionnistes font largement circuler : le Journal of a Residence on a Georgian Plantation in 1838-1839, publié en 1863.